# Clifford Blair
Clifford "Cliff" Blair (ur. 20 października 1929 w Bostonie, zm. 17 września 2013 w Auburndale) – amerykański lekkoatleta, specjalizujący się w rzucie młotem. 4 lipca 1956 roku na zawodach w Needham ustanowił nieoficjalny rekord świata, rzucając na odległość 65,95 m. Był również pierwszym studentem, który rzucił 16-funtowym młotem na odległość większą niż 200 stóp (60,96 m).
Cliff Blair cieszył się krótką chwilą sławy, kiedy został wykluczony z reprezentacji olimpijskiej w 1956 roku za opublikowanie listów o swoich olimpijskich doświadczeniach w czasopiśmie „The Boston Globe”. Dziennik uzyskał wcześniej pozwolenie od AAU na publikację artykułów o igrzyskach olimpijskich z perspektywy sportowca. Jednak organizacja uchyliła to orzeczenie, gdy zostały opublikowane listy, wobec czego Blair został odesłany do domu. Kwestią sporną było to, że Blair nie studiował dziennikarstwa na studiach; w związku z tym nie uprawiał swojego zawodu i według AAU zarabiał na swojej sławie sportowca.